# Appearances (film)
Appearances er en britisk stumfilm fra 1921 af Donald Crisp.

## Medvirkende
- David Powell som Herbert Seaton
- Mary Glynne som Kitty Mitchell
- Langhorn Burton som William Rutherford
- Mary Dibley
- Marjorie Hume som Agnes
- Percy Standing som Dawkins